# Regedor
Regedor é a designação atribuída a vários magistrados e funcionários em diversos países, com funções variáveis. Em Portugal, entre 1836 e 1977, o regedor era o representante da administração central junto de cada freguesia. 

## Regedor de freguesia
As reformas administrativas de Mouzinho da Silveira levaram à introdução da freguesia ou paróquia civil, como subdivisão administrativa do concelho, em 1832. Cada paróquia teria um orgão de administração local eleito (a junta de paróquia) e um magistrado administrativo representante da administração central (o comissário de paróquia).
O Código Administrativo de 1836 substituiu o comissário de paróquia pelo regedor, com competências semelhantes. As competências dos regedores foram-se modificando ao longo da sua existência, mas, genericamente, eram análogas às dos administradores de concelho, agindo subordinados a estes, à escala paroquial. Essencialmente, os regedores garantiam a boa aplicação das leis e dos regulamentos administrativos e exerciam a autoridade policial no território da freguesia.
O decreto de 20 de julho de 1842 estabeleceu que o uniforme dos regedores seria uma casaca azul, com um ramo de carvalho de ouro bordado em cada uma das golas, colete de casimira branca, calças azuis, botas e chapéu redondo. A casaca e o colete teriam botões com as Armas Reais. O chapéu teria o laço nacional e uma presilha preta, na qual estaria gravado o nome da freguesia.
Uma das principais funções dos regedores era a de policiamento da freguesia. Para os auxiliarem nas suas funções policiais, os regedores tinham às suas ordens, funcionários designados "cabos de polícia". A importância dos cabos de polícia foi diminuindo, à medida que se foram alargando as áreas de intervenção da Polícia Civil (depois Polícia de Segurança Pública) nas áreas urbanas e, mais tarde, da Guarda Nacional Republicana nas áreas rurais.
A última regulamentação dos regedores, foi estabelecida pelos códigos administrativos de 1936 e de 1940. Os regedores deixaram de ter o estatuto de magistrado administrativo, passando a ser os representantes dos presidentes das câmaras municipais e nomeados por estes - salvo nos concelhos de Lisboa e Porto, onde seriam nomeados diretamente pelos governadores civis. Incumbia aos regedores: cumprir e fazer cumprir as ordens, deliberações e posturas municipais e os regulamentos de polícia, levantar autos de transgressão sempre que necessário, auxiliar as autoridades policiais e judiciais sempre que necessário, agir de modo a garantir a ordem, a segurança e a tranquilidade públicas, auxiliar as autoridades sanitárias, garantir os regulamentos funerários, mobilizar a população em caso de incêndio e cumprir outras ordens ou instruções emanadas do presidente da câmara municipal. 
A figura do regedor de freguesia foi extinta na sequência da introdução da Constituição da República Portuguesa de 1976.